# بنية جزيئية ذات شكل متأرجح
المتأرجحة (أو شكل لعبة التوازن سيسو) هو في الكيمياء نوع من أنواع البنى الجزيئية حيث هناك أربعة روابط للذرة المركزية  ذو رمز التماثل C2v. اسم «متأرجحة» تأتي من ملاحظة أن  شكل الجزيء يبدو وكأنه لعبة متأرجحة.
في العادة، أربعة روابط للذرة المركزية تنتج شكل في رباعي السطوح أو أقل شيوعا مربع مستو الهندسة. أما البنية الجزيئية ذات الشكل المتأرجح، تماما مثل اسمها، فالشكل المتأرجح تماما مثل اسمه غريب وغير شائع.

## هيكل الجزيء
المركبات ذات الشكل المتأرجح لها نوعين من ربيطات، زوج واحد موصلة بزاوية 180° غالبا ما تسمى الروابط المحورية. أيضا زوج منفصل من الروابط يقع متعامد مع الروابط المحورية. عادة الروابط إلى المواقع المحورية أطول من الروابط الاستوائية. الزاوية بين الربيطات المحورية والاستوائية هي 90 درجة، والزاوية بين الربيطات الاستوائيتين هي 120°.

## أمثلة
أشهر الأمثلة على البنية الجزيئية ذات الشكل المتأرجح هي في مركب رباعي فلوريد الكبريت SF4
هذه أمثلة أخرى على مركبات وأيونات لها شكل متأرجح:
- SeF4
- +IF2O2
- IOF3
- +ClF4
- TeF4
- XeO2F2
- -AsF4